# Valnöt
Valnöt (Juglans regia) är en art inom familjen valnötsväxter.
Valnöt odlas ibland i de södra delarna av Sverige. Arten kan växa även i Mellansverige, men där mognar sällan dess frukter och trädet skadas ofta av vinterkölden.

## Biologi
Trädets frukt, valnöten, är botaniskt sett ingen nöt som namnet antyder, utan en stenfrukt. Den innehåller 60 % fett, det mesta fleromättat. Dessutom består valnöten till stor del av protein. Den innehåller också mycket järn.
Trädet har bladen enkelt parbladiga med uddblad; småbladen sitter skiftesvis och tilltar i storlek mot bladets spets. Frukten är en rundad eller oval, glatt stenfrukt, vars yttre hölje är glatt, till en början grönt, slutligen svartbrunt, läderartat och brister vid mognaden i två hälfter. Innanför detta befinner sig den grunt gropiga, vedartade, hårda, grågula stenen, valnöten, som i sin nedre del är fyrrummig och i den övre ofullständigt tvårummig samt omgiver det nedtill fyrflikiga fröet, valnötskärnan, vilket saknar frövita, men i sina veckade, köttiga hjärtblad innehåller fet olja i betydlig mängd.

## Utbredning
Valnöt förekommer ursprunglig i Centralasien och delar av Europa. Vilka populationer som är inhemska är ofta svårt att utreda. Troligtvis sträcker sig det naturliga utbredningsområdet i Asien från Armenien till Kazakstan och Tibet samt söderut till Pakistan. Även några bestånd på Balkan, i Tyskland och kanske i Spanien antas vara ursprungliga.
Som odlat träd förekommer valnöt västerut till Irland och österut till Indien. Den hittas i bergstrakter upp till 3000 meter över havet. Ursprungliga bestånd är ofta trädgrupper eller skogar där valnöt är den dominerande arten. I lövskogar eller blandskogar där andra träd dominerar hittas arten sällan.

## Etymologi
Förledet val- i ordet valnöt kommer från välsk i betydelsen utländsk eller sydländsk. Den "inhemska" nöten var i första hand hasselnöt.

## Användning
Det yttre fruktköttet, putamen nucis juglandis, i torkat tillstånd, var förr känt som officinalväxt i flera länder för sitt bitterämnes skull samt för halten av garvsyra. Drogen blir därigenom sammandragande och har ansetts verksam mot så kallade skrofler; även bladen, folium juglandis, används inom medicinen. Valnötter (fruktstenarna), av vilken många sorter finns, är välbekanta njutningsmedel. De omogna, gröna, mjuka frukterna inkokas med socker till sylt eller, späckade med  kryddnejlikor, med socker och ättika till sallat. Valnötsoljan, pressad ur fröna, valnötskärnorna (som innehåller 60 procent fet olja), begagnas i stället för olivolja vid matlagning, till finare oljefärger och medicinskt. Den på garvämne rika barken kan användas till brunfärgning. Det bruna, flammiga valnötsträet är ett av de vackraste europeiska träslagen, som i synnerhet användes som faner på finare möbler.
Valnötterna är färdiga att plockas när det gröna frukthöljet börjar spricka upp med bruna sprickor, och när det också släpper lätt från fruktstenen. Höljet bör då avlägsnas, och nötterna bör läggas på tork torrt och luftigt, så att de inte möglar. Om skyddshandskar inte används då höljet avlägsnas så kommer "svarta fingrar" att vara det givna konversationsämnet under flera veckor. Den färska nötkärnan är vit med en besk yttre hinna. Om hinnan avlägsnas har köttet innanför en god, gräddig smak. När nöten har torkat, blir hinnan brunaktig och tappar sin beskhet.

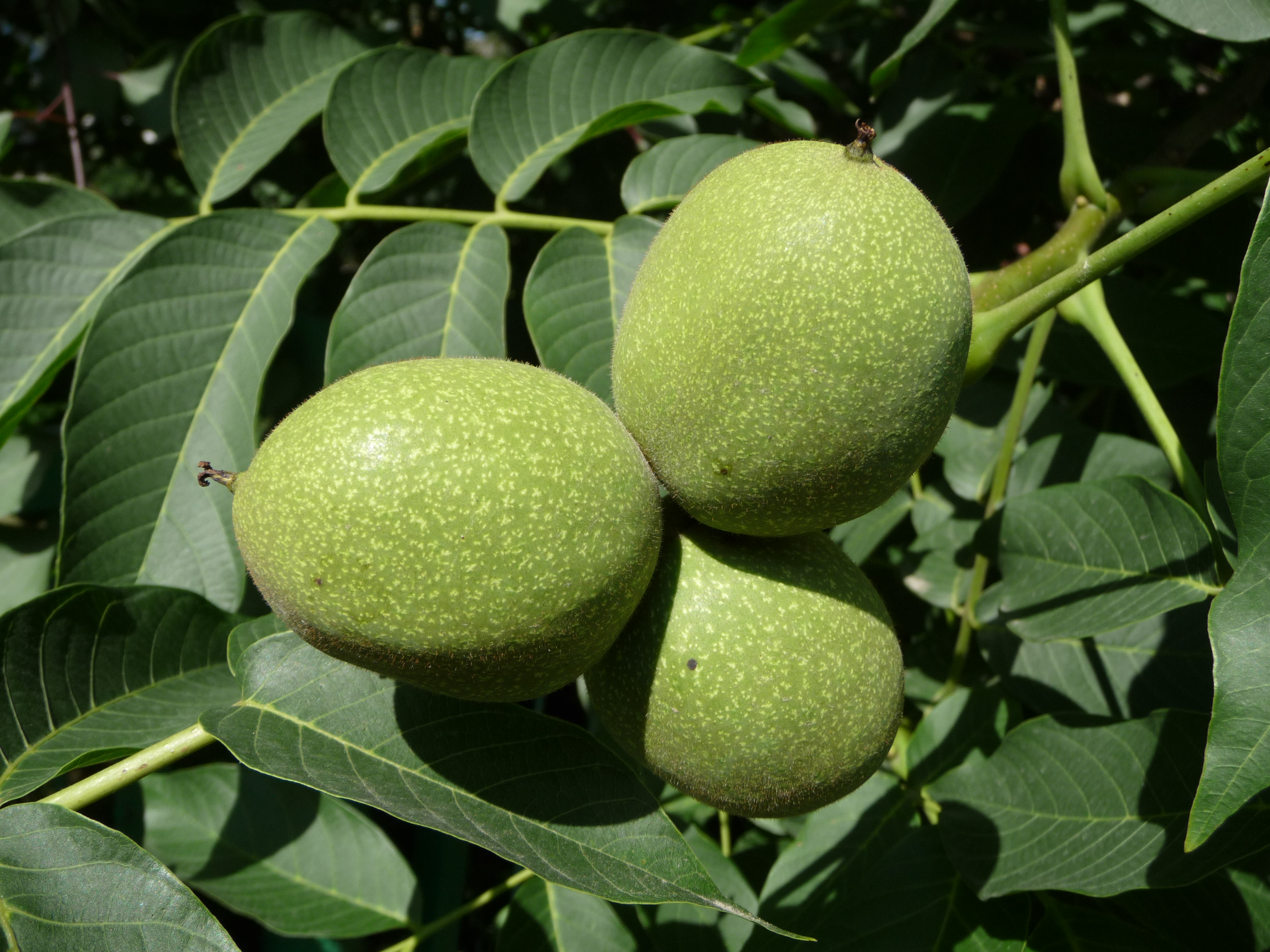
Hela frukter
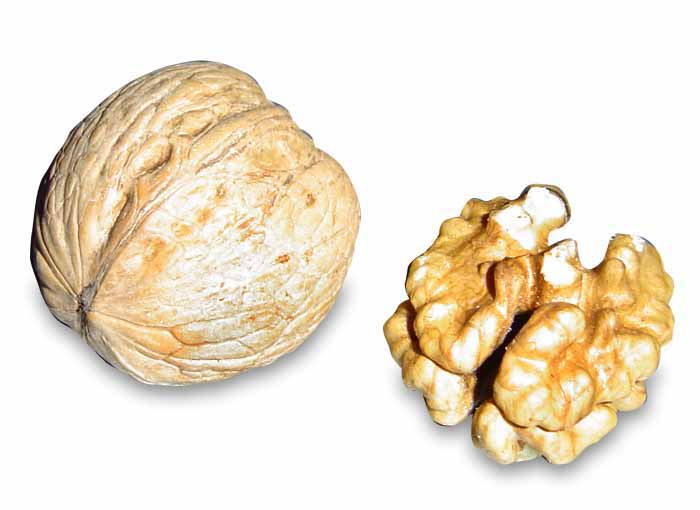
Valnöt
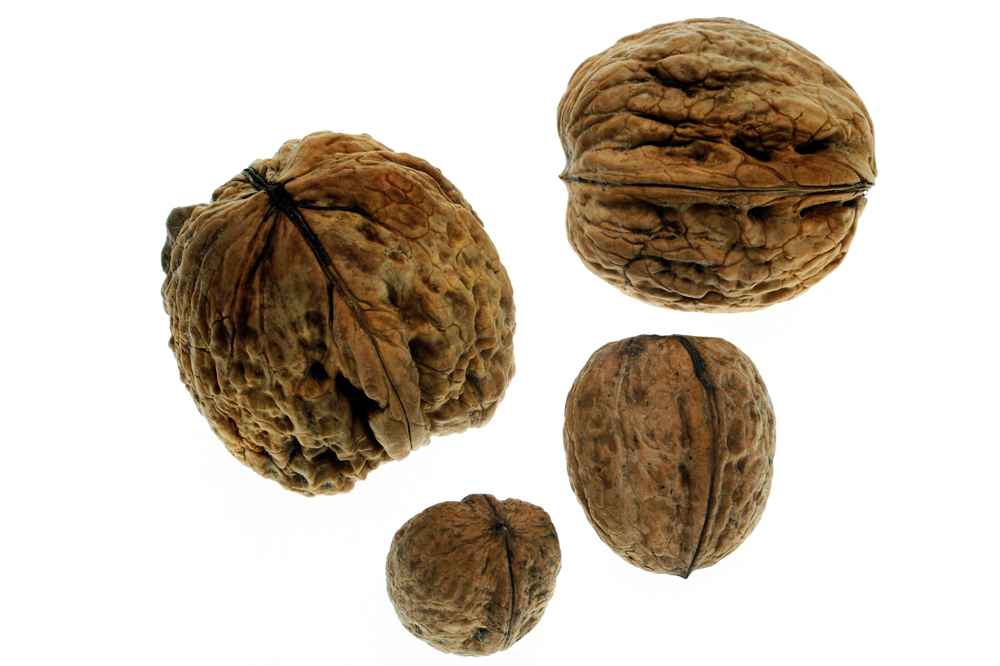
Olika valnöter från ett och samma område (norra Polen)

### Näringsinnehåll
Per 100g valnötter (Källa: Livsmedelsverkets livsmedelsdatabas, version 04.1) 
- Energi: 690 kcal / 2850 kJ
- Vatten: 3,6 gram
- Protein: 15 gram
- Fett: 62 g varav mättat: 5,6 g, enkelomättat: 14,2 g, fleromättat: 39,1 g, kolesterol: 0 mg
- Kolhydrater: 3,5 g, varav sockerarter: 2,5 g
- Fibrer:  5,2 g
- Vattenlösliga vitaminer: C: 3 mg, Folat: 66 μg, Niacin: 1 mg, B2: 0,15 mg, B1: 0,38 mg, B6: 0,56 mg
- Fettlösliga vitaminer: Karoten (A-vitamin): 72 μg, Alfa-tokoferol (E-vit): 2.6 mg
- Mineraler: Fosfor: 315 mg, Järn: 2,1 mg, Kalcium: 94 mg, Kalium: 500 mg, Magnesium: 144 mg, Natrium: 10 mg, Selen: 2 μg, Zink: 3 mg

## Hot
I Centralasien avverkades under 1900-talet stora skogar med valnöt i samband med intensivt skogsbruk eller etablering av jordbruksmark. Till exempel försvann i Kirgizistan under århundradet cirka 200 km² valnötskogar (inklusive skogar med pistasch eller mandel). Andra hot är intensivt bruk av nötterna och betesdjur som skadar träden. I Europa skadas exemplar av svampar som honungsskivling eller av algsvampar (tillhörande samma släkte som potatisbladmögel). Även en form av bakterien Xanthomonas campestris kan skada unga träd och nötterna skadas av flera andra skadedjur.
Frön från ursprungliga populationer förvaras i asiatiska fröbanker. Hela det ursprungliga beståndets storlek är inte känt men det uppskattas vara tillräcklig stor för att lista arten som livskraftig (LC).